# 古港镇
古港镇为中国湖南省浏阳市下辖镇，因境内曾有河港而得名。2017年有户籍人口60,655人。

## 历史沿革
- 漢代時期，古港即有城池。[1]
- 清代設古港市。
- 1950年属浏阳縣一区。
- 1956年属古港乡。
- 1958年改置为古港公社。
- 1981年置镇。
- 1995年原宝盖乡并入。
- 2015年11月18日，三口镇并入古港镇。[2]

## 地理

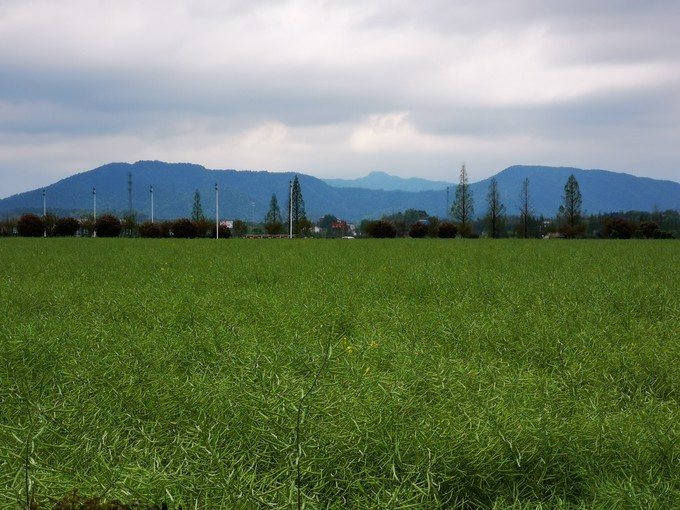
古港镇松山屋場的稲田

古港位于浏阳市中北部，辖域西与社港镇、淳口镇、关口街道毗邻，南与高坪镇交界，东连永和、沿溪，北与平江县接壤。境內最高峰石柱峰海拔海拔1359.7米。
2017年，古港镇总面积209.58平方千米，有耕地面积23282亩，其中水田21302亩。

## 现行行政区划
古港镇辖桃园1个居委会和古港、古城、梅田湖、范市、仙洲、新园、沔江、燕港、中坪、宝盖寺、白鹭、三口、东盈、花城、金园等行政村。
古港镇现辖：
桃园社区、古港社区、古城社区、范市村、仙洲村、沔江村、中坪村、梅田湖村、高联村、新园村、燕塘村、港星村和宝盖寺村。

## 文教事業

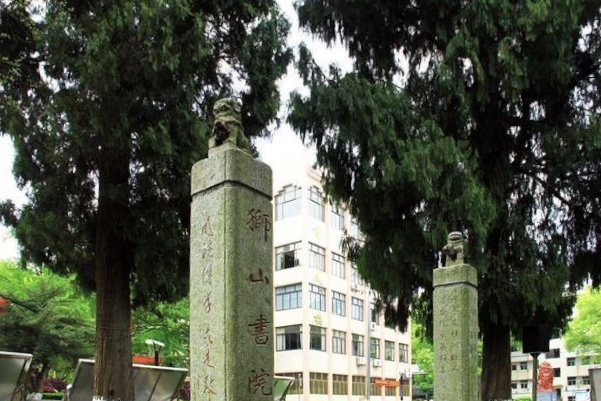
浏阳三中的校园里狮山书院的石柱

公元19世紀古港即有書院教育，1826年，浏阳知县赵瑜令當地士绅捐资购买古港狮子腦作官山，并于道光十年（1830年）在狮山上建文昌阁，旁立义学，後易名為狮山书院。
古港鎮現今有湖南省示范性高中瀏陽市第三中學一所高級中學、中小学12所、幼儿园8所。